# Allophorocera sectilis
Allophorocera sectilis är en tvåvingeart som först beskrevs av Henry J. Reinhard 1953.  Allophorocera sectilis ingår i släktet Allophorocera och familjen parasitflugor. Inga underarter finns listade i Catalogue of Life.